# Melanotaenia pygmaea
The pygmy rainbowfish (Melanotaenia pygmaea) là một loài cá thuộc họ Melanotaeniidae. Nó là loài đặc hữu của Úc.